# 廈門市

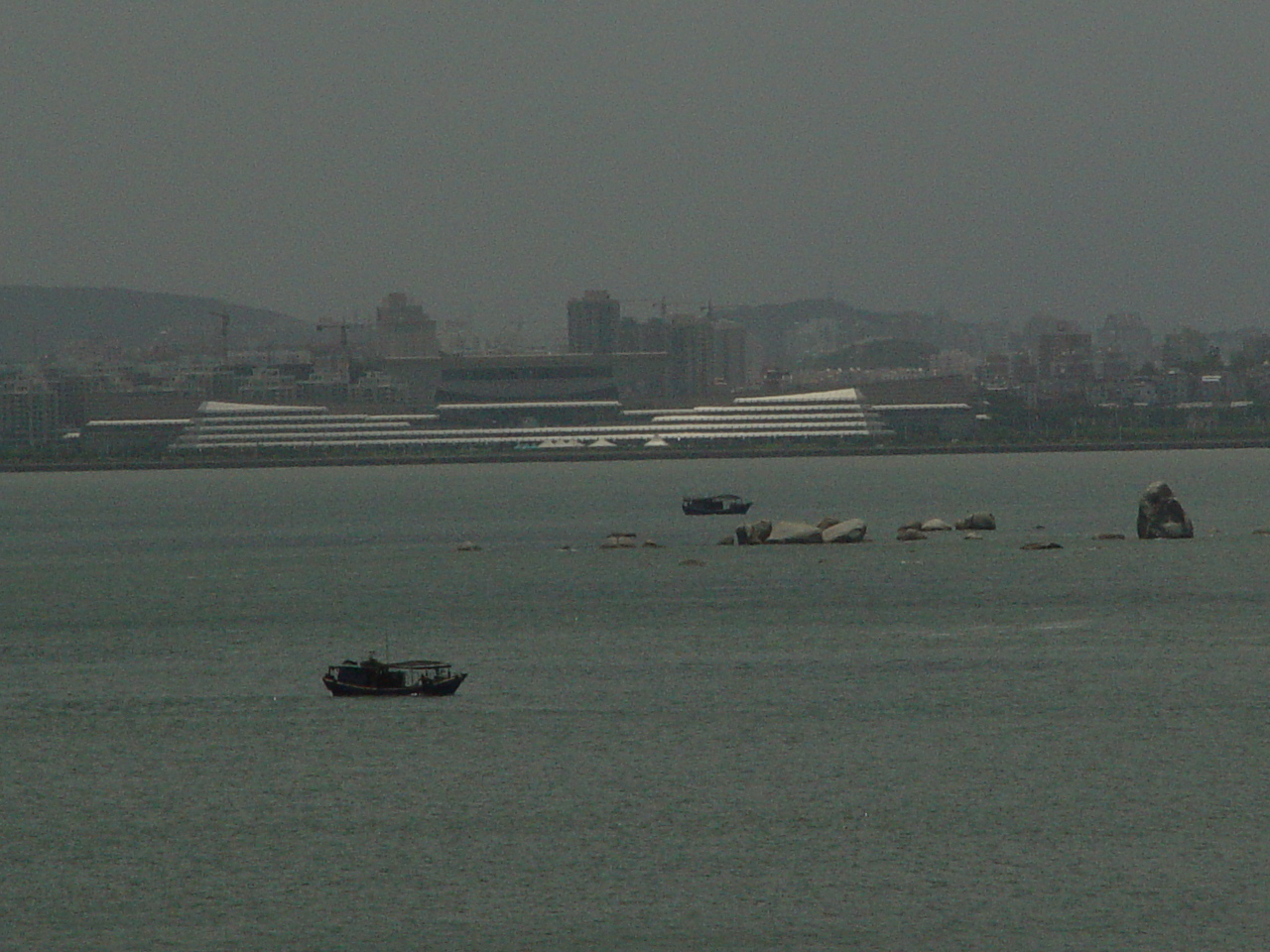
小金門（中華民国領）からのアモイの眺め

廈門市（アモイし、簡体字中国語: 厦门市、拼音: Xiàmén Shì、閩南語: Ē-mn̂g-chhī、英語: Xiamen、Amoy）は、中華人民共和国福建省南部に位置する地級市。中華人民共和国の経済特区の1つであり、副省級市に指定されている。現時点では福建省唯一の副省級市でもある。
普通話における発音は「Xiàmén」（シャーメン）である。
日本では、閩南語の方言の発音「Ē-mûi」（エームイ）に沿ったアモイ (Amoy) の名称で広く知られている（詳細は市名を参照）。

## 市名
福建華僑のふるさとの街としても知られ、19世紀から世界各地の華僑の増加に伴い、「アモイ (Amoy)」の名で国際的に知られた。廈門の古い地名「下門」は、閩南語の漳州方言では白話字 (POJ) ローマ字表記で「Ē-mûi」と書くように「エームイ」と発音され（廈門語と泉州方言では「Ē-mn̂g」エーメン）、これが「アモイ」に転じたと思われる。
漢字表記の「廈」の字は「廈」（まだれ）と「厦」（がんだれ）がある。これらは異体字の関係であり、どちらも正しい。簡体字ではがんだれが正式とされているが、繁体字ではまだれが正字として用いられる。なお、繁体字圏でよく用いられる文字コードであるBig5にはまだれしか収録されていなかった（Unicodeには両方収録されている）。日本の常用漢字としてはどちらも使われていないが、過去の『官報』にはまだれが使用されている例もある。

## 地理
福建省南部の九竜江河口付近に位置し、市内には廈門島や鼓浪嶼（コロンス島）などの島嶼部が含まれる。鼓浪嶼が島であることは観光客にもよく知られているが、その鼓浪嶼に渡る船が出ている市中心も廈門島という島である。廈門島や大嶝島から近い金門島、小金門島などは中華民国の実効支配下にあり、台湾海峡を隔てて台湾に臨む。

## 歴史
晋代には晋安郡同安県が設置されていた。設置されたから清代まで泉州に属した。明代の1387年（洪武20年）に廈門城が築かれて「廈門」という地名が初めて使用されている。明末清初には1650年（永暦4年）に鄭成功は廈門を本拠地とし思明州と命名、反清復明活動を行ったが、1680年（康熙19年）、この地を占領した清朝により思明州は廃止されている。1684年（康熙23年）の対外貿易を再開に際しては廈門は中国人商人による東南アジア貿易の拠点として繁栄した。また台湾の開発が進むにつれて台湾との貿易も増大した。
アヘン戦争では1841年（道光21年）にイギリス軍により占領され、翌年の南京条約によって外国人に対して開港、1860年代からは茶葉の積出港として海外に知られるようになった。1862年（同治元年）にイギリス租界が、1902年（光緖28年）には鼓浪嶼に共同租界が設置され、外国商社の商館が進出した。1935年（民国24年）、市制が施行されたが、1938年（民国27年）には日本海軍が占領、1940年（民国29年）の汪兆銘政権成立後は廈門特別市が成立している。1945年（民国34年）8月の日本敗戦に伴い汪兆銘政権は崩壊、中華民国の行政権が回復したが、まもなく始まった国共内戦の結果、1949年10月に中国人民解放軍によって占領されている。
中華人民共和国成立後は、1973年に同安県を統合、1997年には同安区を設置している。1981年に経済特区が設置され、主に対岸の台湾資本を集めて経済成長を遂げた。2000年には大規模な汚職事件が摘発され、200人以上が逮捕された（遠華密輸事件）。
中華民国が実効支配している金門県との間に限定的な直接交流である小三通が認められている。
華僑の出身地として現在も東南アジア各国との交流が盛んであり、タイ、シンガポール、フィリピンが領事館を置いている。
鼓浪嶼（コロンス島）は2017年に世界遺産に登録された。

## 行政区画
廈門市は以下の6市轄区によって構成される。
- 思明区 - 廈門島南部に位置し、アモイの都心である。人口は73.6万人。
- 湖里区 - 廈門島北部に位置する。人口は12万人。
- 海滄区 - 廈門島対岸に位置し、廈門島とは海滄大橋で連絡する。台商投資区が設置されている。
- 集美区 - 市の中央部に位置し、廈門島とは廈門大橋、集美大橋、杏林大橋で連絡する。旧杏林区を併合。台商投資区が設置され、人口は28万人。
- 同安区 - 市域北部を占める。人口25万人。
- 翔安区 - 市域北東部を占める。同安区から分離。廈門島とは翔安トンネルで連絡する。中華民国（台湾)が統治する地域金門島との距離が一番近い。

| 廈門市の地図                              |
| ----------------------------------------- |
| 思明区 海滄区 湖里区 集美区 同安区 翔安区 |

### 年表
この節の出典
- 1849年：南京条約により開港
- 1852年：イギリス租界地設立
- 1902年：コロンス島で国際租界地設立
- 1938年5月：日本に占領され、アモイ特別市政府を成立
- 1945年8月：中華民国政府に帰還
- 1949年10月：中華人民共和国がアモイを占領し、廈門市を設立。（1市）
- 1952年8月12日 ：廈門市のもとで 開元区・思明区・鼓浪嶼区を設置。（3区）
- 1954年3月4日 - 開元区の一部が分立し、禾山区が発足。（4区）
- 1958年1月7日 - 禾山区が開元区に編入。（3区）
- 1958年8月8日 - 晋江専区同安県を編入。（3区1県）
- 1958年8月 - 竜渓専区海澄県の一部が開元区に編入。（3区1県）
- 1966年8月25日（3区1県）
  - 開元区が東風区に改称。
  - 思明区が向陽区に改称。
- 1968年9月14日 - 東風区・同安県の各一部が合併し、郊区が発足。（4区1県）
- 1970年2月17日 - 同安県が晋江専区に編入。（4区）
- 1973年6月5日 - 晋江地区同安県を編入。（4区1県）
- 1978年1月27日 - 郊区の一部が分立し、杏林区が発足。（5区1県）
- 1979年10月18日（5区1県）
  - 東風区が開元区に改称。
  - 向陽区が思明区に改称。
- 1987年6月10日（6区1県）
  - 郊区の一部が分立し、湖里区が発足。
  - 郊区が集美区に改称。
- 1996年11月20日 - 同安県が区制施行し、同安区となる。（7区）
- 2003年4月26日（6区）
  - 鼓浪嶼区・開元区が思明区に編入。
  - 杏林区の一部が集美区に編入。
  - 杏林区が海滄区に改称。
  - 同安区の一部が分立し、翔安区が発足。

## 気候
| 厦门 (1991–2020)の気候                    | 厦门 (1991–2020)の気候 | 厦门 (1991–2020)の気候 | 厦门 (1991–2020)の気候 | 厦门 (1991–2020)の気候 | 厦门 (1991–2020)の気候 | 厦门 (1991–2020)の気候 | 厦门 (1991–2020)の気候 | 厦门 (1991–2020)の気候 | 厦门 (1991–2020)の気候 | 厦门 (1991–2020)の気候 | 厦门 (1991–2020)の気候 | 厦门 (1991–2020)の気候 | 厦门 (1991–2020)の気候 |
| 月                                        | 1月                    | 2月                    | 3月                    | 4月                    | 5月                    | 6月                    | 7月                    | 8月                    | 9月                    | 10月                   | 11月                   | 12月                   | 年                     |
| ----------------------------------------- | ---------------------- | ---------------------- | ---------------------- | ---------------------- | ---------------------- | ---------------------- | ---------------------- | ---------------------- | ---------------------- | ---------------------- | ---------------------- | ---------------------- | ---------------------- |
| 最高気温記録 °C （°F）                    | 28.4 (83.1)            | 28.4 (83.1)            | 29.6 (85.3)            | 33.6 (92.5)            | 35.4 (95.7)            | 36.1 (97)              | 39.2 (102.6)           | 39.0 (102.2)           | 35.4 (95.7)            | 36.0 (96.8)            | 31.4 (88.5)            | 27.9 (82.2)            | 39.2 (102.6)           |
| 平均最高気温 °C （°F）                    | 17.5 (63.5)            | 17.9 (64.2)            | 20.2 (68.4)            | 24.3 (75.7)            | 27.6 (81.7)            | 30.1 (86.2)            | 32.5 (90.5)            | 32.2 (90)              | 30.8 (87.4)            | 27.7 (81.9)            | 24.1 (75.4)            | 19.5 (67.1)            | 25.37 (77.67)          |
| 日平均気温 °C （°F）                      | 13.1 (55.6)            | 13.5 (56.3)            | 15.6 (60.1)            | 19.8 (67.6)            | 23.4 (74.1)            | 26.4 (79.5)            | 28.3 (82.9)            | 28.0 (82.4)            | 26.7 (80.1)            | 23.5 (74.3)            | 19.8 (67.6)            | 15.3 (59.5)            | 21.12 (70)             |
| 平均最低気温 °C （°F）                    | 10.5 (50.9)            | 10.8 (51.4)            | 12.8 (55)              | 16.8 (62.2)            | 20.8 (69.4)            | 24.0 (75.2)            | 25.6 (78.1)            | 25.3 (77.5)            | 24.1 (75.4)            | 20.9 (69.6)            | 17.1 (62.8)            | 12.6 (54.7)            | 18.44 (65.18)          |
| 最低気温記録 °C （°F）                    | 2.0 (35.6)             | 2.6 (36.7)             | 2.5 (36.5)             | 6.4 (43.5)             | 12.2 (54)              | 16.3 (61.3)            | 20.7 (69.3)            | 21.4 (70.5)            | 16.7 (62.1)            | 13.3 (55.9)            | 7.5 (45.5)             | 1.5 (34.7)             | 1.5 (34.7)             |
| 降水量 mm （inch）                        | 42.0 (1.654)           | 70.2 (2.764)           | 98.5 (3.878)           | 120.1 (4.728)          | 171.0 (6.732)          | 203.2 (8)              | 130.5 (5.138)          | 215.6 (8.488)          | 121.7 (4.791)          | 49.0 (1.929)           | 36.7 (1.445)           | 42.7 (1.681)           | 1,301.2 (51.228)       |
| 平均降雨日数 （≥0.1 mm）                  | 7.1                    | 9.3                    | 12.8                   | 12.2                   | 14.5                   | 14.7                   | 9.5                    | 11.5                   | 8.7                    | 3.2                    | 4.6                    | 5.7                    | 121.0                  |
| % 湿度                                    | 73                     | 77                     | 78                     | 79                     | 82                     | 85                     | 80                     | 80                     | 75                     | 67                     | 70                     | 70                     | 76.3                   |
| 平均月間日照時間                          | 131.0                  | 106.5                  | 109.0                  | 126.6                  | 137.1                  | 160.8                  | 241.9                  | 205.9                  | 182.1                  | 189.3                  | 157.3                  | 145.5                  | 1,893                  |
| 日照率                                    | 39                     | 33                     | 29                     | 33                     | 33                     | 39                     | 58                     | 52                     | 50                     | 53                     | 48                     | 44                     | 42.6                   |
| 出典：China Meteorological Administration |                        |                        |                        |                        |                        |                        |                        |                        |                        |                        |                        |                        |                        |

| 廈門 (1971—2000)の気候                       | 廈門 (1971—2000)の気候 | 廈門 (1971—2000)の気候 | 廈門 (1971—2000)の気候 | 廈門 (1971—2000)の気候 | 廈門 (1971—2000)の気候 | 廈門 (1971—2000)の気候 | 廈門 (1971—2000)の気候 | 廈門 (1971—2000)の気候 | 廈門 (1971—2000)の気候 | 廈門 (1971—2000)の気候 | 廈門 (1971—2000)の気候 | 廈門 (1971—2000)の気候 | 廈門 (1971—2000)の気候 |
| 月                                           | 1月                    | 2月                    | 3月                    | 4月                    | 5月                    | 6月                    | 7月                    | 8月                    | 9月                    | 10月                   | 11月                   | 12月                   | 年                     |
| -------------------------------------------- | ---------------------- | ---------------------- | ---------------------- | ---------------------- | ---------------------- | ---------------------- | ---------------------- | ---------------------- | ---------------------- | ---------------------- | ---------------------- | ---------------------- | ---------------------- |
| 平均最高気温 °C （°F）                       | 17.0 (62.6)            | 16.6 (61.9)            | 18.8 (65.8)            | 23.1 (73.6)            | 26.6 (79.9)            | 29.5 (85.1)            | 32.0 (89.6)            | 31.8 (89.2)            | 30.0 (86)              | 27.4 (81.3)            | 23.6 (74.5)            | 19.2 (66.6)            | 24.6 (76.3)            |
| 平均最低気温 °C （°F）                       | 9.7 (49.5)             | 9.8 (49.6)             | 11.8 (53.2)            | 15.9 (60.6)            | 19.9 (67.8)            | 23.3 (73.9)            | 25.0 (77)              | 24.8 (76.6)            | 23.3 (73.9)            | 20.3 (68.5)            | 16.2 (61.2)            | 11.7 (53.1)            | 17.7 (63.9)            |
| 降水量 mm （inch）                           | 34.2 (1.346)           | 99.4 (3.913)           | 125.2 (4.929)          | 157.0 (6.181)          | 161.8 (6.37)           | 187.2 (7.37)           | 138.4 (5.449)          | 209.0 (8.228)          | 141.4 (5.567)          | 36.2 (1.425)           | 31.1 (1.224)           | 28.2 (1.11)            | 1,349 (53.11)          |
| % 湿度                                       | 75                     | 79                     | 83                     | 82                     | 84                     | 85                     | 82                     | 82                     | 78                     | 71                     | 70                     | 70                     | 78                     |
| 平均月間日照時間                             | 133.3                  | 88.3                   | 89.6                   | 105.6                  | 132.6                  | 163.8                  | 234.6                  | 211.6                  | 178.9                  | 188.4                  | 163.0                  | 163.5                  | 1,853.1                |
| 出典：中国气象局 国家气象信息中心 2009-08-08 |                        |                        |                        |                        |                        |                        |                        |                        |                        |                        |                        |                        |                        |

## 言語
主に中国の標準語である普通話が使用されるほか、閩南語の一種「アモイ語」が方言として話されている。アモイ語は泉州語と漳州語の間に介在し、台湾語と比べれば泉州語により近い。近年では海外から流入した人口も増えたため、英語も通用している。

## 交通

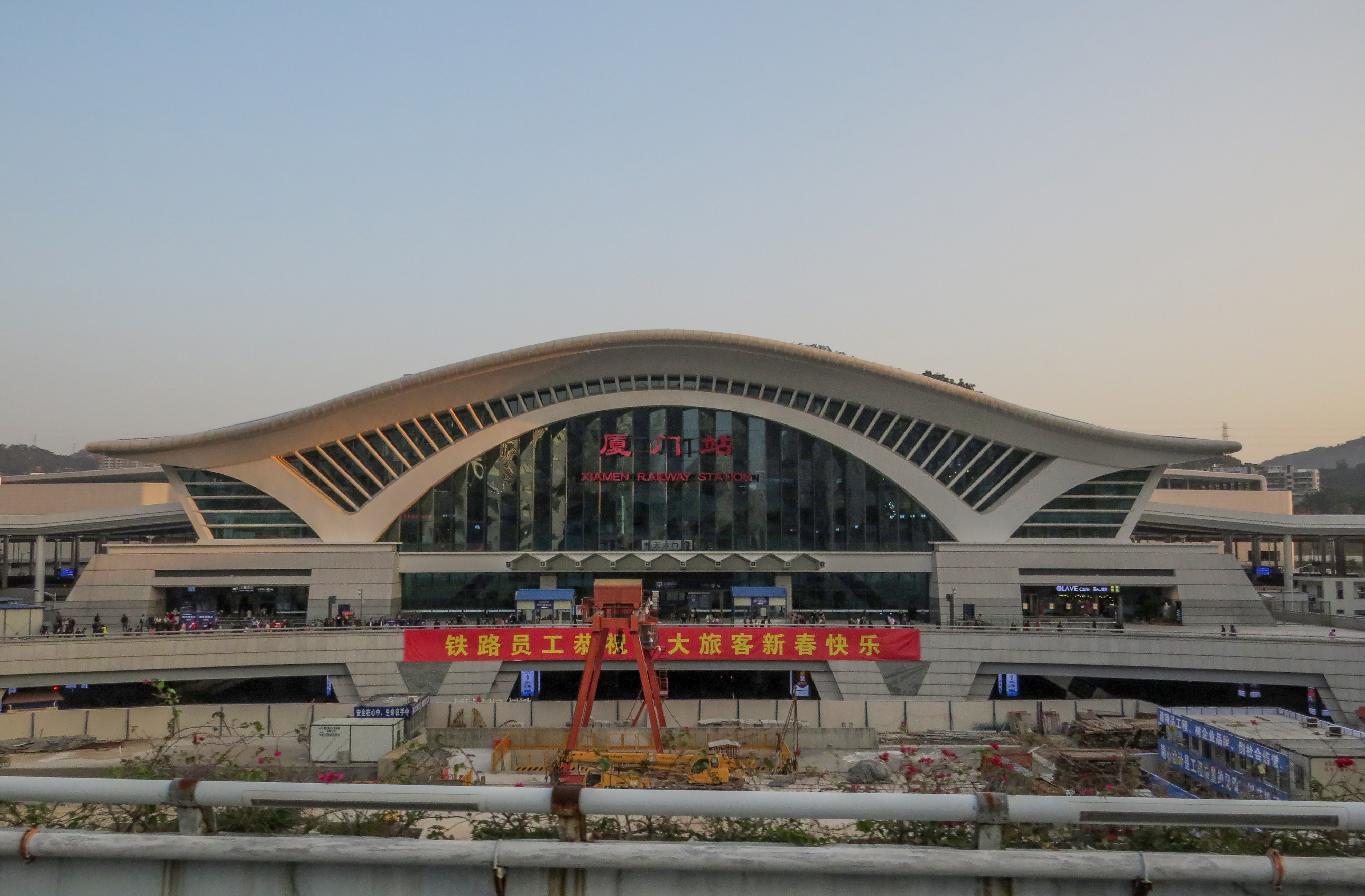
廈門駅

### 航空
- 廈門高崎国際空港

### 鉄道
- 中国国家鉄路集団
  - 廈深線
  - 福廈線
  - 鷹廈線
  - 福廈旅客専用線（中国語版）
- 廈門軌道交通
  - ■1号線
  - ■2号線
  - ■3号線

### 道路
- 高速道路
  - 瀋海高速道路
  - 廈蓉高速道路
  - 廈門環状高速道路
  - 廈沙高速道路
  - 招銀疎港高速道路
- 国道
  - G319国道
  - G324国道

### バス

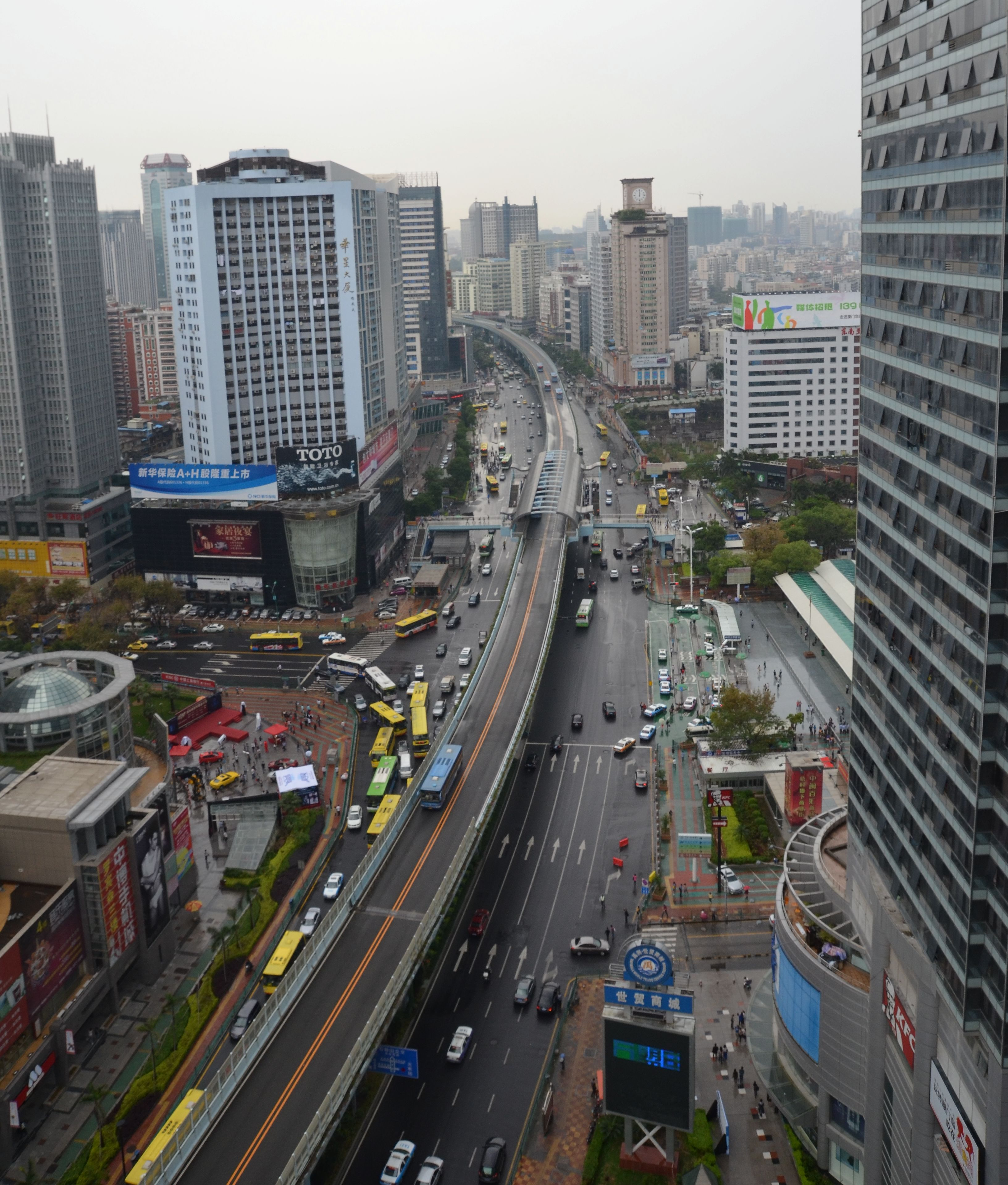
廈門BRT

- 廈門BRT（中国語版）：2008年開業のバス・ラピッド・トランジット。計画9路線のうち、8路線（ラッシュ時のみ運行の2路線含む）が開業している。45駅（バス停留所）がある[8]。
- 枋湖バスセンター
- 梧村バスターミナル、湖濱南路バスターミナル など

### 港湾
- 国際郵輪中心碼頭 - コロンス島、及び同島周回航路。
- 五通碼頭 - 湖里区東部にあり、金門島との間に廈金航路
- 第一碼頭客運碼頭 - 対岸の海滄区にある嵩嶼碼頭と航路で結ばれている
- 輪渡碼頭 - コロンス島の三丘田埠頭や鼓浪嶼埠頭に市民用航路。
- 和平碼頭 - 海上看金門船、鷺江夜遊船発着港
- 廈門港 - 世界50大コンテナ港のひとつ。2023年1月現在、174の航路が開かれておりそのうち134航路が外国との貿易航路。

## 教育
- 国立大学
  - 廈門大学（1921年創設）
  - 華僑大学（1960年創設）
- 公立大学
  - 廈門理工学院
  - 集美大学
  - 廈門海洋職業技術学院
- 私立大学
  - 南洋学院
  - 廈門演芸職業学院
  - 英華美学院

## 観光

厦門のスカイライン

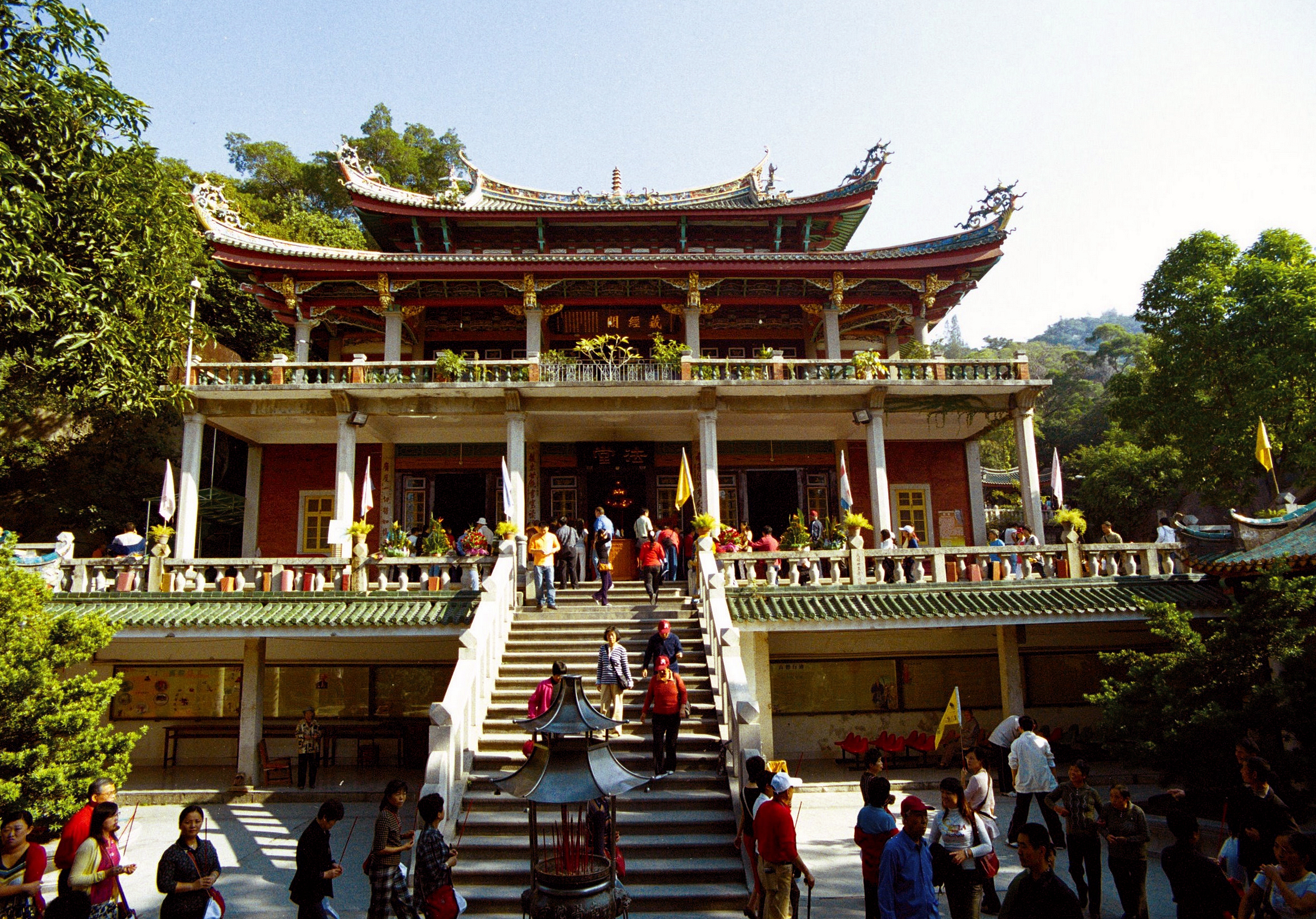
仏教寺院

- コロンス島（鼓浪嶼）（日光岩、鄭成功紀念館など）
- 南普陀寺
- 海上明珠観光塔 - 狐尾山公園の気象局内
- 陳嘉庚紀念勝地 - 地元の教育者
- 普光寺
- 胡里山砲台
- 廈門園林植物園（万石植物園）
- 華僑博物院
- 集美学村
- 鰲園
- 中山路（繁華街）
- 篔簹湖、白鷺洲公園
- 廈門園林博覧苑（園博苑）
- 廈門沙彫刻文化園
- 台湾民族村
- 大嶝島、小嶝島

## 文化
廈門市の南音、高甲戯、歌仔戯、答嘴鼓、廈門漆線雕、中秋博餅、閩南童謡、海滄区の保生大帝信仰、思明区の講談は国家級非物質文化遺産（無形文化財）に指定されている。

### 文化芸術団体
- 廈門市金蓮昇高甲劇団 - 1931年成立。東南アジアの華僑にも名高い
- 廈門愛楽楽団
- 廈門小白鷺民間歌舞団
- 廈門芸術交響楽団
- 廈門南音社
- 廈門烏石埔、海滄油画協会
- 廈門呂塘民間戯曲学校

### 文化ホール
- 鼓浪嶼音楽庁
- 億力愛楽庁
- 宏泰音楽庁
- 廈門南音宮
- 廈門文化芸術中心
- 閩南歌劇院
- 廈門中華戯曲大観園

## スポーツ
- 中国サッカー・スーパーリーグのプロチーム「廈門藍獅」の本拠地。廈門藍獅のホームスタジアムは、廈門市体育場。
- 2023年には万達ダイヤモンドリーグが白鷺体育場で開催された。
- 廈門国際マラソン - 毎年1月に廈門島で開催。

## 姉妹都市
- - ウェリントン（ニュージーランド）1987年
- - カーディフ（ウェールズ）1983年
- - カウナス（リトアニア）
- - 佐世保市（日本）1983年
- - 白糠町（日本）2001年　9月25日提携
- - セブ（フィリピン共和国）1984年
- - ペナン州（マレーシア）1991年
- - ボルチモア（アメリカ合衆国）1985年
- - 木浦市（韓国）